# NotebookLM
NotebookLM (Google NotebookLM) es una herramienta en línea de investigación. Desarrollada por Google Labs, utiliza inteligencia artificial (IA), específicamente Google Gemini, para ayudar a los usuarios a interactuar con sus propios documentos (llamados fuentes). NotebookLM  Puede generar resúmenes, explicaciones y respuestas basados en el contenido cargado por el usuario. Las respuestas generadas por NotebookLM pueden ser guardadas como notas que a su vez pueden formar parte de la misma fuente de datos. También incluye la opción "Resumen de audio", que resume los documentos en un formato conversacional, similar a un podcast.  
NotebookLM se lanzó inicialmente en 2023 como «Proyecto Tailwind».   Google lo describe como un «asistente de investigación virtual». Además de archivos de texto, NotebookLM puede procesar archivos PDF, Google Docs, sitios web y Google Slides. La función «resumen de audio», lanzada en septiembre de 2024, ganó la atención de los medios por su capacidad de condensar documentos complejos en archivos de audio estilo podcast.    Spotify Wrapped 2024 utiliza esta función para generar resúmenes personalizados al estilo podcast de los hábitos de escucha individuales. 
Inicialmente pensado para investigadores, NotebookLM también ha sido adoptado por empresas y estudiantes.  En  octubre de 2024, Google eliminó el estado/distintivo de "experimental" del programa.  En diciembre de 2024, Google lanzó la versión de pago, llamada NotebookLM Plus, para empresas y suscriptores pagos de Gemini.  En mayo de 2025, la función de resumen de audio ahora genera conversaciones en español y en más de 50 idiomas.